# کوروش (شهر)
کوروش (پیشتر کورکت)، جماعت و شهرکی در شمال غربی تاجیکستان است که در ناحیهٔ اسپیتمن ولایت سغد قرار دارد. جمعیت این جماعت ۲۱٬۷۰۲ نفر است.

## نام گذاری
این شهر در زمان کورش هخامنشی ساخته شد و نام آن کوروش‌کده بود که امروزه به ریخت کورکت در آمده است.